# سرآب

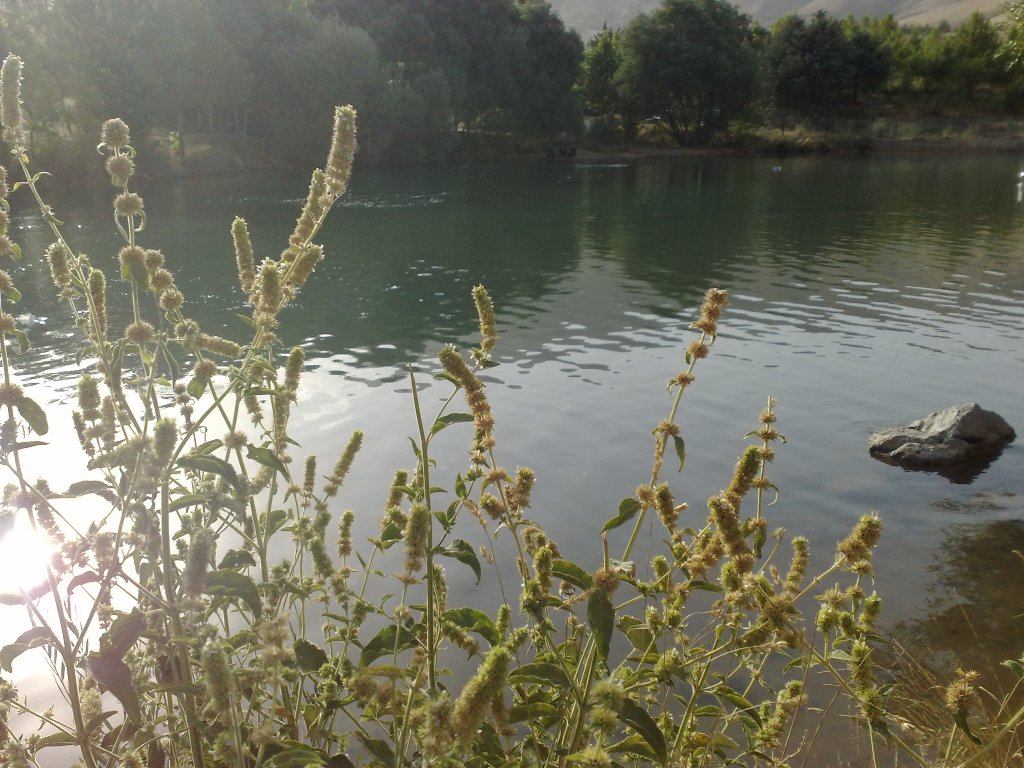
سراب گاماسیاب، در نهاوند

سرآب جایی است که آب از چشمه‌ساران نزدیک به هم می‌جوشد و تشکیل رودی بزرگ می‌دهد. سرآب آبی جوشان و جاری است که جریان آب هم می‌تواند درونی یا زیرزمین باشد و هم می‌تواند بیرونی یا در روی زمین جریان داشته باشد. جریان آب در زیرخاک، سنگ و صخره‌ها باعث پاکی و تصفیهٔ آب از هر آلودگی به ویژه املاح می‌گردد. آب‌های سرآب‌ها در روی زمین در ردیف پاک‌ترین و سالم‌ترین آب‌های شیرین هستند. شهرستان نهاوند دارای بیشترین سرآب‌ها در ایران است.
در قدیم، باغ و زمینی که نزدیک آب و سرچشمه یا ابتدای نهر و رودخانه باشد را سرآب می‌نامیدند.